# Уокер, Ники
Джозеф Николь Уокер (англ. Joseph Nicol Walker; род. 29 сентября 1962, Абердин) — шотландский футболист, игравший на позиции вратаря.

## Клубная карьера
Молодёжную карьеру провёл в «Элгин Сити». В возрасте 17 лет, Уокер подписал профессиональный контракт с английским клубом «Лестер Сити». Спустя год вернулся вернулся в Шотландию и подписал контракт с «Мотеруэлл». В 1983 присоединился к «Рейнджерс» В начале Уокер был основным вратарем команды, но после прихода летом 1986 года нового тренера Грэма Сунесса и английского вратаря Криса Вудса, потерял место в основе. В результате Уокер был отдан в аренду в «Данфермлин Атлетик». Всего за время выступлений в «Рейнджерсе» Уокер дважды выиграл национальный чемпионат и четыре раза Кубка шотландской лиги.
В 1990 году Уокер присоединился к «Харт оф Мидлотиан» за 125 000 фунтов стерлингов. Своё времяпровождение на «Тайнкасл Парке» боролся за основное место с Генри Смитом. Оба вратаря получали вызов в сборную. Смит в проиграл дуэль, и после аренды в «Бернли», Уокер перешел в «Партик Тисл» в 1994 году в рамках сделки по обмену на Крейга Нельсона.
«Ферхилл» оказался счастливым домом для Уокера, где стал основным вратарём на западе Глазго. Когда в 1996 «Тисл» вылетел в низшую лигу, Ники подписал контракт с «Абердином» за 60 000 фунтов стерлингов. Он покинул «Питтодри» в следующем году после того как его заменил Дерек Стилли. С 1997 по 2001 выступал за «Росс Каунти». Свою карьеру завершил в 2002 году в составе «Инвернесс Каледониан Тисл».

## Карьера за сборную
Дебют за национальную сборную Шотландии состоялся 24 марта 1993 года в товарищеском матче против Германии. Второй и последний матч за «тартановую армию» состоялся 26 мая 1996 против США, заменив на 80-й минуте Джим Лейтон. В качестве резервного вратаря попал в состав сборной на чемпионат Европы 1996 года в Англии.

## Достижения

### «Рейнджерс»
- Чемпион Шотландии: 1986/87, 1988/89
- Обладатель Кубка шотландской лиги: 1983/84, 1984/85, 1986/87, 1988/89

## Личная жизнь
Семейная компания Уокера - Walkers Shortbread, базирующаяся в деревне Спейсайд в Аберлeре (Мори, северо-восток Шотландии). Он присоединился к фирме после того, как ушел из футбола, став директором.